# Joseph Strauss (Schiff)
Die Joseph Strauss, auch USS Joseph Strauss, (Kennung: DDG-16) war ein Zerstörer der Charles-F.-Adams-Klasse in Diensten der United States Navy und später als Formion (Kennung: D220) in der griechischen Marine. Das Schiff war nach dem US-Admiral Joseph Strauss (1861–1948) benannt.

## Geschichte
Die Joseph Strauss wurde 1959 in Auftrag gegeben und Ende 1960 bei der New York Shipbuilding auf Kiel gelegt. Der Zerstörer lief nach einem Jahr Bauzeit vom Stapel und wurde nach einem Admiral der Navy benannt.
In den ersten Jahren, beginnend 1964, wurde die Joseph Strauss mehrmals nach Südostasien verlegt, wo sie im Rahmen des Vietnamkrieges mehreren Flugzeugträgern Luftschutz gewährte. Dabei war der Zerstörer am 17. Juni 1965 am Abschuss von zwei Mikojan-Gurewitsch MiG-17 beteiligt, den ersten Luftsiegen von US-Streitkräften seit dem Koreakrieg 1953.
1988 nahm das Schiff an Operation Praying Mantis teil. Die Joseph Strauss fuhr in einer Kampfgruppe mit der O’Brien und der Jack Williams und war an der Versenkung eines iranischen Kriegsschiffes beteiligt.
1990 wurde die Joseph Strauss außer Dienst gestellt und 1995 schließlich aus dem Schiffsregister gestrichen. Das Schiff wurde daraufhin an Griechenland verkauft und fuhr dort bis 2002 als Formion. Seitdem liegt das Schiff in der Souda-Bucht, Kreta, und wartet auf seine Abwrackung.